# Amblyoponinae
Amblyoponinae sind eine Unterfamilie der Ameisen (Formicidae). Die Unterfamilie umfasst elf Gattungen.

## Merkmale
Die Unterfamilie ist mit Körperlängen zwischen etwa 2 bis zu 10 Millimeter klein bis mittelgroß und morphologisch recht einheitlich. Auffallendstes Merkmal ist der Bau des Hinterleibs. Der Petiolus schließt am Hinterende auf ganzer Höhe an den restlichen Hinterleib (Gaster) an, er ist nicht wie bei allen anderen Ameisen als schuppen- oder knotenförmige Struktur deutlich gegen diesen abgesetzt. Er ist fast ungestielt mit steil abfallender Vorderseite und deutlicher, flacher Oberseite, schließt aber an den restlichen Hinterleib ohne erkennbare Hinterseite an (Ausnahme: Die Gattung Apomyrma).

### Arbeiterinnen

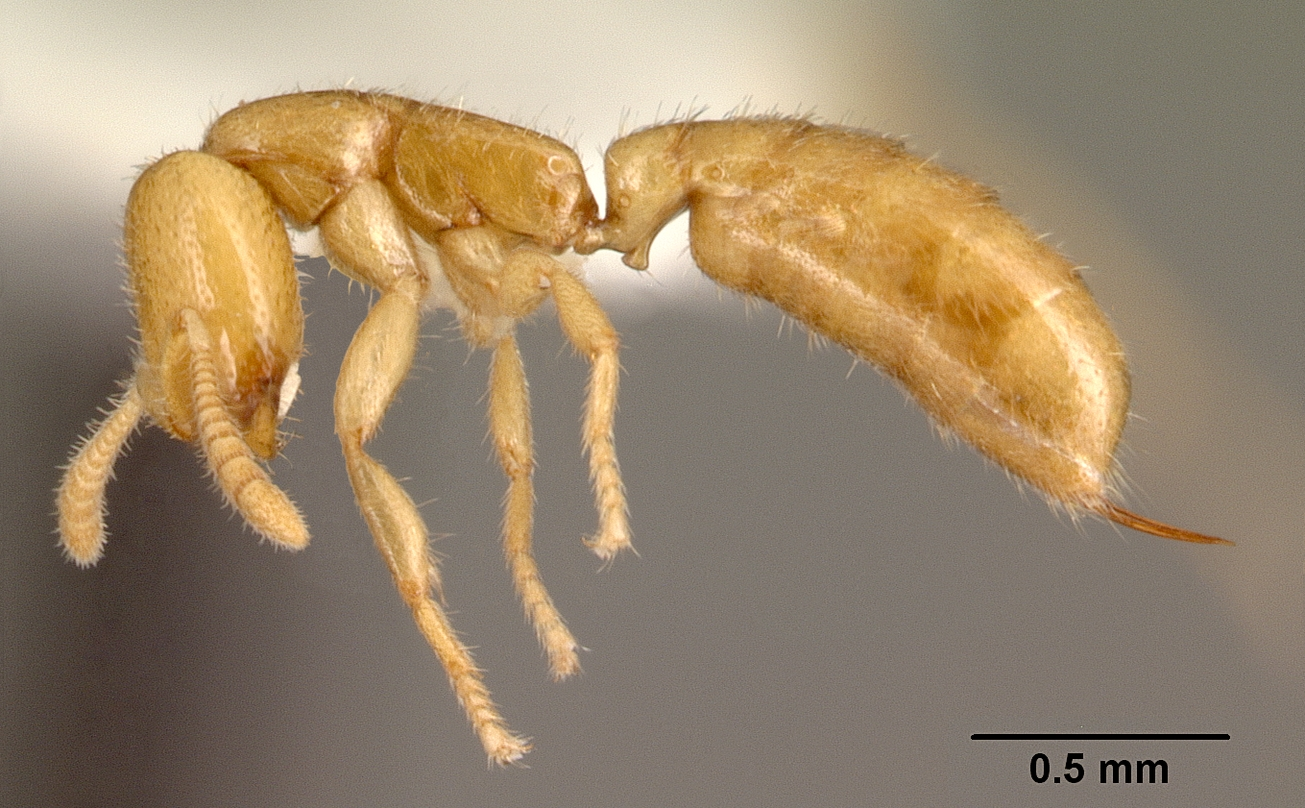
Adetomyrma venatrix. Bild: April Nobile, AntWeb

Arbeiterinnen besitzen keine Ocelli und meist auch mehr oder weniger rückgebildete bis vollkommen abwesende Komplexaugen. Wenn vorhanden, sitzen diese sehr weit hinten am Kopf, immer in dessen hinterer Hälfte. Der Kopf ist meist langgestreckt oval oder parallelseitig, etwas abgeflacht und ohne erweiterte Schläfen, sein Hinterrand ist gerade oder fast gerade. Der Clypeus ist stark entwickelt, mittig oft lappenförmig vorgezogen und trägt am Vorderrand bei fast allen Arten eine auffallende Zahnreihe aus zahnförmigen (dentiformen) Setae. Die Mandibeln sind verschieden geformt, aber immer gut ausgebildet und weit voneinander entfernt an den Vorderecken des Kopfs eingelenkt. Die Palpen sind immer kurz, ihre Segmentzahl ist variabel. Die Frontalkiele sind recht kurz und sitzen beiderseits der Mittellinie. Die Antennen besitzen meist 12 Segmente, selten nur 11, bei einer Art 7. Der Rumpfabschnitt ist langgestreckt und parallelseitig, seine Oberkante mehr oder weniger eben, manchmal ist das Pronotum etwas breiter als der restliche Rumpf. Die Naht (Sutur) zwischen Pronotum und Mesonotum ist durchgehend, beide Abschnitte sind oft gegeneinander beweglich. Die Krallen der Tarsen sind ohne abgesetzte (präapikale) Zähnchen. Am Propodeum sitzen niemals Zähne oder Dornen. Die metapleuralen Drüsen sind immer deutlich ausgebildet, sie sitzen auf dem gerundeten Propodeum relativ mittig. Am Hinterleib sind die Segmente 3 (der Postpetiolus anderer Ameisen) und 4 etwa ringförmig und untereinander fast gleich groß, zwischen ihnen ist meist nur eine seichte Einschnürung erkennbar, bei einigen Gattungen ist die Einschnürung tiefer, der Petiolus besitzt nie eine ausgeprägte Hinterkante. Der Gaster ist fast immer langgestreckt walzenförmig und von der Breite des Rumpfs. Der Giftstachel ist immer vorhanden und oft sehr groß.

### Geschlechtstiere
Die Königinnen ähneln in der generellen Körperform den Arbeiterinnen, sie sind in der Regel etwas größer und kräftiger pigmentiert. Bei den meisten Arten sind sie, wie auch die Männchen, geflügelt, sie tragen dann große Komplexaugen und drei Ocelli. Einige Arten besitzen flügellose, sehr arbeiterinnen-ähnliche ("ergatoide") Königinnen, die von diesen fast nur an der Größe unterscheidbar sind. Als große Ausnahme besitzt eine Art sogar sehr arbeiterinnenähnlich, flügellose Königinnen, die kleiner als die Arbeiterinnen sind. Die Männchen besitzen 13 Antennensegmente. Bei beiden Geschlechtern tragen die Flügel am Hinterende keinen abgesetzten Jugallappen.

## Lebensweise
Die Arten der Unterfamilie ernähren sich räuberisch, sie leben und jagen immer unterirdisch (hypogäisch) oder innerhalb von Totholz. Die Staaten sind, soweit bekannt, ziemlich klein, oft mit weniger als hundert Arbeiterinnen, bei einer Art (Prionopelta amabilis) bis 700 Arbeiterinnen. Koloniegründung erfolgt bei den meisten Arten unabhängig durch eine, in der Regel geflügelte, Königin, bei einigen Arten z. B. der Gattung Mystrium auch durch Spaltung der Kolonie, bei der ein Teil der Arbeiterinnen die (ungeflügelten) Jungköniginnen begleitet; bei diesen Arten besitzen die Königinnen kleinere Mandibeln und sind nicht zur unabhängigen Jagd imstande. Die Arbeitsteilung zwischen verschiedenen Arbeiterinnen ist, soweit bekannt, gering oder abwesend, allerdings wurden zumindest bei der australischen Amblyopone australis und der ostasiatischen Myopopone castanea Arbeiterinnen mit markanten Größenunterschieden gefunden, die eine Arbeitsteilung zwischen ihnen nahelegen. Bei einer Reihe von Arten ist eine Form des Kannibalismus beobachtet worden, bei dem die Königin das Integument von Larven ansticht und Hämolymphe saugt, weswegen sie auch als „Dracula-Ameisen“ bekannt sind. Dieses Verhalten ist als LHF bekannt (Larval Hemolymph Feeding), es tritt auch bei anderen Unterfamilien auf. Bei einer Art, Onychomyrmex hedleyi, wurde neben Jagd in Gruppen auch nomadische Lebensweise mit Verlagerung des Neststandorts beobachtet, ähnlich wie bei den Wanderameisen.
Soweit bekannt, jagen fast alle Arten in Gruppen Beutetiere, die erheblich größer sind als sie selbst. Neben Käferlarven sind dies in fast allen bekannt gewordenen Fällen Hundertfüßer der Unterordnung der Erdläufer (Geophilomorpha). Als große Ausnahme unter den Ameisen tragen sie die Larven aus dem Nest zum immobilisierten Beutetier, wo diese selbständig fressen. Zumindest Prionopelta amabilis jagt allerdings kleine Beutetiere (Doppelschwänze). Arten der Gattung Mystrium besitzen Mandibeln mit einem arretierten Schnappmechanismus, bei dem diese überkreuzen und Beuteorganismen oder Feinden einen mächtigen Schlag versetzen.

## Systematik
Die Gruppe wurde traditionell als Tribus Amblyoponini innerhalb einer weit gefassten Unterfamilie Ponerinae aufgefasst, die alle morphologisch "ursprünglichen" Linien der Ameisen umfasste. Barry Bolton erhob sie im Jahr 2003 zusammen mit den anderen Ponerinae-Triben zur Unterfamilie. Eine molekulare Studie, die fast alle Gattungen umfasste, war mit einer monophyletischen Unterfamilie verträglich, allerdings wurde die größte Gattung Amblyopone als paraphyletisch klassifiziert. Die Monophylie der Unterfamilie wurde wiederholt bestritten, bis heute problematisch ist zum Beispiel die Platzierung der Gattung Apomyrma, für die von einigen Forschern eine eigene Unterfamilie abgespalten wurde. Nach der genannten Studie sollte diese aber bei den Amblyoponinae belassen werden.
Die Phylogenie der Ameisen, insbesondere der Unterfamilie Ponerinae im traditionellen Sinne (nun meist als "poneromorphe Kladen" bezeichnet), ist zwischen verschiedenen Studien widersprüchlich und bis heute umstritten. Die Stellung der Amblyoponinae im System der Familie Formicidae ist damit noch nicht eindeutig geklärt. Nach rein morphologischen Kriterien ergeben sich enge Beziehungen zur Unterfamilie Leptanillinae, mit denen sie zahlreiche morphologische und Verhaltensmerkmale gemeinsam haben, wesentlich unterschiedlich ist vor allem der Bau des Petiolus. Nach molekularen Studien wurde das Schwestergruppenverhältnis dieser Gruppen aber nie bestätigt, oft wurden die Leptanillidae hier als ursprünglichste Unterfamilie und damit Schwestergruppe aller anderen Ameisen zusammen klassifiziert. Es besteht aber die Möglichkeit, dass dieses Resultat ein Artefakt ist, das auf einen Fehler der Methodik ("long branch attraction") zurückgeht.
Nach neueren Stammbaumanalysen gehören die Amblyoponinae mit hoher Wahrscheinlichkeit in eine monophyletische Gruppe der "Poneroiden", die in etwa der traditionellen Unterfamilie Ponerinae (ohne Leptanillinae) entsprechen. Dies ist in Einklang mit Vermutungen, dass auch die Stammform der modernen Ameisen (der "Kronengruppe") unterirdisch (hypogäisch) lebte.

### Gattungen
- Adetomyrma – endemisch auf Madagaskar[4]
- Amblyopone – Weltweit, in Europa mit je 2 Arten im östlichen[18] und westlichen[19] Mittelmeergebiet
- Apomyrma – afrotropisch[20]
- Bannapone – indomalaisch, China[4][21]
- Concoctio – afrotropisch[4][21]
- Myopopone – indomalaisch, Sri Lanka, Philippinen, Australien[4][21]
- Mystrium – Madagaskar, Australien, afrotropisch, indomalaisch[4][21]
- Onychomyrmex – Australien[4][21]
- Opamyrma – Vietnam[20]
- Paraprionopelta – Argentinien[4]
- Prionopelta – Tropen und Subtropen[4]

## Fossilfunde
Fossilien von Amblyoponinae wurden im eozänen baltischen Bernstein und als Kompressionsfossilien in Ölschiefer der Grube Messel gefunden. Etwa zeitgleiche Funde liegen aus einigen anderen Fossillagerstätten weltweit vor, wesentlich ältere fehlen. Während sie in Messel etwa 15 Prozent der Ameisenfunde ausmachen, sind sie im baltischen Bernstein sehr selten und fast nur als geflügelte Geschlechtstiere vorhanden; dies wird mit der vorwiegend unterirdischen Lebensweise erklärt, die Fossilierung im Bernstein unwahrscheinlicher macht.